# Llista de minerals (lletra K)
Aquesta llista de minerals inclou els minerals que comencen amb la lletra K dels 6.174 minerals reconeguts per l'Associació Mineralògica Internacional (IMA, en anglès) fins el mes de agost 2025.
Es poden consultar tots els minerals ordenats de manera alfabètica en una llista simplificada o bé amb informació ampliada en els següents enllaços:
- A • B • C • D • E • F • G • H • I • J • K • L • M • N • O • P • Q • R • S • T • U • V • W • X • Y • Z

A la llista s'hi troben els diferents minerals classificats alfabèticament amb l'any de publicació (si es va publicar abans de l'aprovació per part de l'IMA), tot seguit de l'any d'aprovació per part de l'IMA i el codi del mineral segons la classificació de Nickel-Strunz. Per a cada mineral s'hi afegeixen fins a tres enllaços externs: a mindat.org, a webmineral.com i al Handbook of Mineralogy (Mineralogical Society of America).
Les abreviatures que es fan servir a la llista són les següents:
- "p.e." – procediment especial.
- Q ó "?" – qüestionable/dubtós (per l'IMA/CNMNC, mindat.org o mineralienatlas.de).
- N – publicat sense l'aprovació de l'IMA/CNMNC o sense l'aprovació de l'IMA però amb certa acceptació en la comunitat científica actualment.
- Rd ó red. – redefinició de...
- A: 1NNN – any de publicació.
- A: antic – conegut molt abans que hi haguessin publicacions.

## K

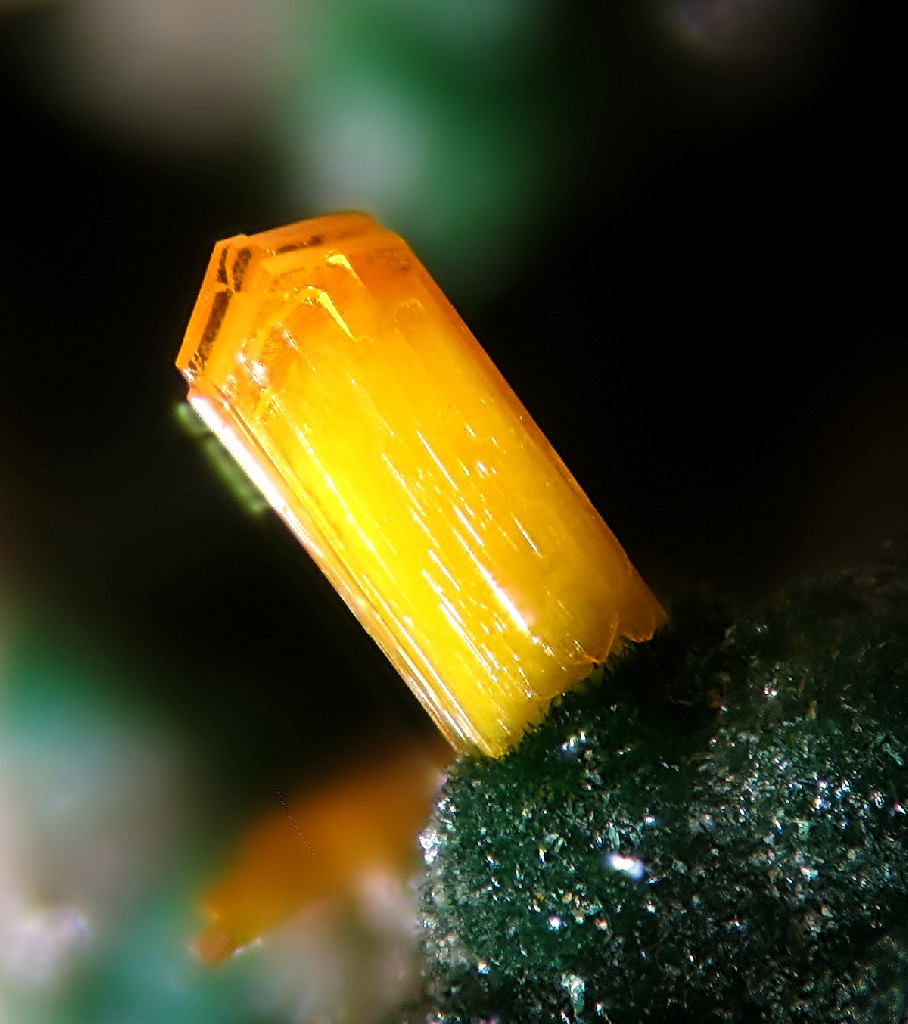
Cristall de kasolita de Kolwezi, Congo.

1. Kaatialaïta (1982-021) 08.CC.10
2. Kabalovita (2021-117)
3. Kadyrelita (1986-042) 03.DD.05
4. Kaersutita (A: 1997, 2012 p.e. Rd) 09.DE.15
5. Kahlenbergita (2018-158)
6. Kahlerita (A: 1953) 08.EB.05
7. Kainosita-(Y) (A: 1886, 1987 p.e.) 09.CF.10
8. Kainotropita
9. Kaitianita (2017-078a)
10. Kalborsita (1979-033) 09.GA.15
11. Kalgoorlieïta (2015-119)
12. Kaliborita (A: 1889) 06.FB.10
13. Kalicinita (A: 1868) 05.AA.20
14. Kalifersita (1996-007) 09.EE.25
15. Kalininita (1984-028) 02.DA.05
16. Kalinita[n. 1]Q (A: 1868) 07.CC.15
17. Kaliocalcita (2013-037) 07.??  (H₂O)])
18. Kaliofilita (A: 1887) 09.FA.05
19. Kalistroncita (A: 1962, 1967 p.e.) 07.AD.40
20. Kalital·lita (2017-044)
21. Kalsilita (A: 1942) 09.FA.05
22. Kalungaïta (2004-047) 02.EB.25
23. Kamaishilita (1980-052) 09.FB.10
24. Kamarizaïta (2008-017) 08.??
25. Kambaldaïta (1982-098) 05.DA.20
26. Kamchatkita (1987-018) 07.BC.35
27. Kamenevita (2017-021)
28. Kamiokita (1975-003) 04.CB.40
29. Kamitugaïta (1983-030) 08.ED.15
30. Kamotoïta-(Y) (1985-051) 05.EA.30
31. Kampelita (2016-084)
32. Kampfita (2000-003) 09.EG.20
33. Kamphaugita-(Y) (1987-043) 05.DC.10
34. Kanatzidisita (2023-014)
35. Kanemita (1971-050) 09.EF.25
36. Kangita (2011-092) 04.??
37. Kangjinlaïta (2019-112b)
38. Kaňkita (1975-005) 08.CE.60
39. Kannanita (2015–100)
40. Kanoïta (1977-020) 09.DA.10
41. Kanonaïta (1976-047) 09.AF.10
42. Kanonerovita (1997-016) 08.FC.30
43. Kantorita (2024-042)
44. Kaolinita (A: old, 1980 p.e.) 09.ED.05
45. Kapellasita (2005-009) 03.DA.10c
46. Kapitsaïta-(Y) (1998-057) 09.CH.05
47. Kapundaïta (2009-047) 08.??
48. Kapustinita (2003-018) 09.CJ.15a
49. Karasugita (1993-013) 03.CB.30
50. Karelianita (A: 1963, 1967 p.e.) 04.CB.05
51. Karenwebberita (2011-015) 08.AB.10
52. Karibibita (1973-007) 04.JA.15
53. Karlditmarita (2021-003)
54. Karlita (1980-030) 06.AB.25
55. Karlleuita (2023-102)
56. Karlseifertita (2024-007)
57. Karnasurtita-(Ce)Q (A: 1959, 1987 p.e.) 09.BE.70
58. Karpenkoïta (2014-092)
59. KarpinskitaQ (A: 1957) 09.EC.60
60. Karpovita (2013-040) 07.??
61. Kartxevskiïta (2005-015a) 05.DA.60
62. Karupmøllerita-Ca (2001-028) 09.CE.30c
63. Karwowskiïta (2023-080)
64. Kasatkinita (2011-045) 09.??
65. Kashinita (1982-036) 02.DB.15
66. Kaskasita (2013-025) 04.??
67. Kasolita (A: 1921, 1980 p.e.) 09.AK.15
68. Kassita (A: 1965, 1968 p.e.) 04.DH.10
69. Kastningita (1997-033) 08.DC.30
70. Katanita (2025-022)
71. Katayamalita (1982-004) 09.CJ.25
72. Katerinopoulosita (2017-004)
73. Katiarsita (2014-025) 08.??
74. Katoïta (1982-080a) 09.AD.25
75. Katsarosita (2020-014)
76. Kawazulita (1968-014) 02.DC.05
77. Kayrobertsonita (2015-029) 02.DC.05
78. Kayupovaïta (2022-045)
79. Kazakhstanita (1988-044) 08.CB.45
80. Kazakovita (1973-061) 09.CJ.15a
81. Kazanskyita (2011-007) 09.??
82. Kaznakhtita (2021-056)
83. Keckita (1977-028) 08.DH.15
84. Kegelita (1974-042 Rd) 09.EC.80
85. Kegginita (2015-114)
86. Keilita (2001-053) 02.CD.10
87. Keithconnita (1978-032) 02.BC.20
88. Keiviïta-(Y) (1984-054) 09.BC.05
89. Keiviïta-(Yb) (1982-065) 09.BC.05
90. Keldyshita (1975-034) 09.BC.10
91. Kel·lyïta (1974-002) 09.ED.15
92. Kelyanita (1981-013) 03.DD.60
93. Kemmlitzita (1967-021 Rd) 08.BL.05
94. Kempita (A: 1924) 03.DA.10a
95. Kenhsuïta (1996-026) 02.FC.15b
96. Kenngottita (2018-063a)
97. Kennygayita (2022-032)
98. Kentbrooksita (1996-023) 09.CO.10
99. Kentrolita (A: 1881) 09.BE.80
100. Kenyaïta (1967-018) 09.HA.10
101. Keplerita (2019-108)
102. Kerimasita (2009-029) 09.AD.25
103. Kernita (A: 1927) 06.DB.05
104. Kernowita (2020-053)
105. Kesebolita-(Ce) (2019-097)
106. Kësterita (A: 1958) 02.CB.15a
107. Kettnerita (A: 1956) 05.BE.30
108. Keutschita (2014-038) 02.??
109. Keyita (1975-002) 08.CA.50
110. Keystoneïta (1987-049) 04.JM.05
111. Khademita (1973-028 Rd) 07.DB.10
112. Khaidarkanita (1998-013) 03.DA.45
113. Khamrabaevita (1983-059) 01.BA.20
114. Khanneshita (1981-025) 05.AC.30
115. Kharaelakhita (1983-080) 02.BB.15
116. Khatirkita (1983-085) 01.AA.15
117. Khesinita (2014-033) 09.D?
118. Khibinskita (1973-014) 09.BC.10
119. Khinita (1978-035) 04.FD.30
120. Khmaralita (1998-027) 09.DH.50
121. Khomyakovita (1998-042) 09.CO.10
122. Khorixasita (2016-048)
123. Khrenovita (2017-105)
124. Khristovita-(Ce) (1991-055) 09.BG.05
125. Khurayyimita (2018-140)
126. Khvorovita (2014-050)
127. Kiddcreekita (1982-106) 02.CB.35a
128. Kidwel·lita (1974-024) 08.DK.20
129. Kieftita (1991-052) 02.EC.05
130. Kieserita (A: 1861, 1967 p.e.) 07.CB.05
131. Kihlmanita-(Ce) (2012-081) 09.A?.
132. Kilchoanita (A: 1961) 09.BJ.45
133. Kil·lalaïta (1973-033) 09.BE.85
134. Kimrobinsonita (1983-023) 04.FG.15
135. Kimuraïta-(Y) (1984-073) 05.CC.15
136. Kimzeyita (A: 1961, 1967 p.e.) 09.AD.25
137. Kingita (A: 1957) 08.DC.47
138. Kingsgateïta (2019-048)
139. Kingsmountita (1978-041) 08.DH.25
140. Kingstonita (1993-046) 02.DA.25
141. Kinichilita (1979-031) 04.JM.05
142. Kinoïta (1969-037) 09.BH.10
143. Kinoshitalita (1973-011) 09.EC.35
144. Kintoreïta (1992-045) 08.BL.10
145. Kipushita (1983-046) 08.DA.35
146. Kircherita (2009-084) 09.FB.05
147. Kirchhoffita (2009-094) 09.GB.05
148. Kirkiïta (1984-030) 02.JB.30b
149. Kirschsteinita (A: 1957) 09.AC.05
150. Kiryuïta (2021-041)
151. Kishonita (2020-023)
152. Kitagohaïta (2013-114) 01.??
153. Kitkaïta (A: 1965, 1968 p.e.) 02.EA.20
154. Kittatinnyita (1982-083) 09.AG.35
155. KladnoïtaH (A: 1942) 10.CA.25
156. Klajita (2010-004) 08.CE.30
157. Klaprothita (2015-087)
158. Klebelsbergita (A: 1929, 1980 p.e. Rd) 07.BB.35
159. Kleberita (A: 1960, 2012-023) 04.??
160. Kleemanita (1978-043) 08.DC.17
161. Kleinita (A: 1905) 03.DD.35
162. Klöchita (2007-054) 09.C?
163. Klockmannita (A: 1928) 02.CA.05b
164. Klyuchevskita (1987-027) 07.BC.45
165. Knasibfita (2006-042) 03.CH.25
166. Knorringita (1968-010) 09.AD.25
167. Koashvita (1973-026) 09.CJ.15c
168. Kobeïta-(Y) (A: 1950, 1987 p.e.) 04.DG.05
169. Kobellita (A: 1841) 02.HB.10a
170. Kobokoboïta (2009-057) 08.??
171. Kobyashevita (2011-066) 07.??
172. Kochita (2002-012) 09.BE.22
173. Kochkarita (1988-030) 02.GC.40b
174. Kochsandorita (2004-037) 05.DB.10
175. Kodamaïta (2018-134)
176. Koechlinita (A: 1914) 04.DE.15
177. Koenenita (A: 1902) 03.BD.25
178. Kogarkoïta (1970-038) 07.BD.15
179. Kojonenita (2013-132) 02.??
180. Kokchetavita (2004-011) 09.FA.75
181. Kokinosita (2013-099) 04.??
182. Koksharovita (2012-092) 08.??
183. Koktaïta (A: 1948) 07.CD.35
184. Kolarita (1983-081) 03.AA.45
185. Kolbeckita (A: 1926, 1987 p.e.) 08.CD.05
186. KolfanitaQ (1981-017) 08.DH.30
187. Kolicita (1978-076) 08.BE.60
188. Kolimita (1979-046) 01.AD.10
189. Kolitschita (2008-063) 08.BM.10
190. Kollerita (2018-131)
191. KolovratitaQ (A: 1922) 08.CB.50
192. Kolskyita (2013-005) 09.B?
193. Kolwezita (1979-017) 05.BA.10
194. Komarovita (1971-011) 09.CE.45
195. Kombatita (1985-056) 08.BO.20
196. Komkovita (1988-032) 09.DM.10
197. Konderita (1983-053) 02.DA.20
198. Koninckita (A: 1883) 08.CE.55
199. Kononovita (2013-116) 07.??
200. Konyaïta (1981-003) 07.CC.80
201. Koragoïta (1994-049) 04.DE.10
202. Koritnigita (1978-008) 08.CB.20
203. Kornelita (A: 1888) 07.CB.60
204. Kornerupina (A: 1886) 09.BJ.50
205. Korobitsynita (1998-019) 09.CE.30a
206. Korshunovskita (1980-083) 03.BD.15
207. Koryakita (2018-013)
208. Korzhinskita (A: 1963, 1967 p.e.) 06.GA.30
209. Kosnarita (1991-022) 08.AC.60
210. Kostovita (1965-002) 02.EA.15
211. Kostylevita (1982-053) 09.CJ.35
212. Kotoïta (A: 1939) 06.AA.35
213. Kottenheimita (2011-038) 07.??
214. Köttigita (A: 1850) 08.CE.40
215. Kotulskita (A: 1963, 1967 p.e.) 02.CC.05
216. Koutekita (A: 1958) 02.AA.10d
217. Kovdorskita (1979-066) 08.DC.22
218. Kozłowskiïta (2021-081)
219. Kozoïta-(La) (2002-054) 05.DC.05
220. Kozoïta-(Nd) (1998-063) 05.DC.05
221. Kozyrevskita (2013-023) 08.??
222. Kraisslita (1977-003) 08.BE.45
223. Kralikita (2019-070a)
224. Krasheninnikovita (2011-044) 07.??
225. Krasnoïta (2011-040) 08.DO.??
226. Krasnoshteinita (2018-077)
227. Krasnovita (1991-020) 08.DK.35
228. Kratochvilita (A: 1938) 10.BA.25
229. Krausita (A: 1931) 07.CC.05
230. Krauskopfita (1964-008) 09.DH.30
231. Krautita (1974-028) 08.CB.15
232. Kravtsovita (2016-092)
233. Kreiterita (2019-041)
234. Kremersita (A: 1853) 03.CJ.10
235. Krennerita (A: 1878) 02.EA.15
236. Krettnichita (1998-044) 08.CG.15
237. Kriatxkoïta (2016-062)
238. Kribergita (A: 1945) 08.DC.52
239. Krieselita (2000-043a) 09.AF.20
240. Krinovita (1967-016) 09.DH.40
241. Kristiansenita (2000-051) 09.BC.30
242. Kristjanita (2022-131)
243. Krivovichevita (2004-053) 07.BC.75
244. Kröhnkita (A: 1879) 07.CC.30
245. Krotita (2010-038) 04.BC.??
246. Kroupaïta (2017-031)
247. Krugerita (2023-121)
248. Kruijenita (2018-057)
249. Krupičkaïta (2020-032)
250. Krupkaïta (1974-020) 02.HB.05a
251. Krut'aïta (1972-001) 02.EB.05a
252. Krutovita (1975-009) 02.EB.25
253. Kryzhanovskita (A: 1950) 08.CC.05
254. Ktenasita[n. 2] (A: 1950) 07.DD.20
255. Kuannersuïta-(Ce) (2002-013) 08.BN.05
256. Kudriavita (2003-011) 02.JA.05c
257. Kudryavtsevaïta (2012-078) 04.??.
258. Kufahrita (2020-045)
259. Kukharenkoïta-(Ce) (1995-040) 05.BD.10
260. Kukharenkoïta-(La) (2002-019) 05.BD.10
261. Kukisvumita (1989-052) 09.DB.20
262. Kuksita (1989-018) 08.DL.20
263. Kulanita (1975-012) 08.BH.20
264. Kuliginita (2016-049)
265. Kuliokita-(Y) (1984-064) 09.AG.50
266. Kulkeïta (1980-031) 09.EC.60
267. Kullerudita (A: 1964, 1967 p.e.) 02.EB.10a
268. Kumdykolita (2007-049) 09.FA.45
269. Kummerita (2015-036)
270. Kumtyubeïta (2008-045) 09.AF.45
271. Kunatita (2007-057) 08.DC.15
272. Kupčikita (2001-017) 02.JA.10b
273. Kupletskita (A: 1956) 09.DC.05
274. Kupletskita-(Cs) (1970-009) 09.DC.05
275. Kuramita (1979-013) 02.CB.15a
276. Kuranakhita (1974-030) 04.DM.25
277. Kuratita (2013-109) 09.??
278. Kurchatovita (1965-034) 06.BA.10
279. Kurgantaïta (A: 1952, IMA 2000-B) 06.ED.05
280. Kurilita (2009-080) 02.??
281. Kurnakovita (A: 1940) 06.CA.20
282. KurumsakitaQ (A: 1954) 09.EC.40
283. Kusachiïta (1992-024) 04.JA.20
284. Kushiroïta (2008-059) 09.DA.15
285. Kutinaïta (1969-034) 02.AA.25
286. Kutnohorita (A: 1903) 05.AB.10
287. Kuvaevita (2020-043)
288. Kuzelita (1996-053) 04.FL.15
289. Kuzmenkoïta-Mn (1998-058) 09.CE.30c
290. Kuzmenkoïta-Zn (2001-037) 09.CE.30c
291. Kuzminita (1986-005) 03.AA.30
292. Kuznetsovita (1980-009) 08.BO.35
293. Kvačekita (2023-095)
294. Kvanefjeldita (1982-079) 09.DP.30
295. Kyawthuïta (2015-078)
296. Kyrgyzstanita (2004-024) 07.DD.75
297. Kyzylkumita (1980-081) 04.CB.75